# Fabulizm Darwina
Fabulizm Darwina – szkic Cypriana Kamila Norwida z 1882 roku na temat przypowieściowego charakteru teorii Darwina.

## Powstanie utworu
Norwid pilnie śledzący nowości literackie i naukowe, stosunkowo wcześnie zapoznał się z pracami Darwina, najmocniej jednak zareagował na O pochodzeniu gatunków. Przeciwstawił się ostro, w imię swoich przekonań religijnych i filozoficznych, tezom o pochodzeniu człowieka od zwierząt i o jego bliskim pokrewieństwie z małpami. Jeśli wierzyć Józefowi Tokarzewiczowi, Darwin był zmorą poety, który nawet w jego nazwisku widział anagram własnego (Darwin – Narwid). Pierwszą próbą polemiki z Darwinem był drugi rozdział Rzeczy o wolności słowa. Drugą – szereg wypowiedzi z 1875, w którym po raz pierwszy Norwid sformułował ideę parabolizacji teorii Darwina: Darwin słaby jest i bez dobrej wiary – zwierzęta nie są przodki nasze, ale paraboliczni pokrewni, o czym i Apostoł Paweł o naturze nadmienia (Memoriał w sprawie «Towarzystwa uszanowania człowieka»).
Fabulizm Darwina, przesłany Leonardowi Rettlowi, z którym poeta mieszkał w Domu Św. Kazimierza, jest nowym opracowaniem tego pomysłu z 1875. Po lekturze O wyrazie uczuć u człowieka i u zwierząt, Norwid sugeruje w nim, że doktryna Darwina jest bajką zwierzęcą, jak twórczość Ezopa czy La Fonataine'a. Darwin jest w jego rozumieniu moralistą, który ważne prawdy etyczne przekazuje za pomocą przykładów ze świata zwierząt, apelując do umysłów najbardziej dojrzałych.

## Treść
Romans u Dantego objął teodyceę, u Waltera Scotta – historię, u Jeana Paula – filozofię. U Darwina jego talent fabularny posłużył się bajką. Darwin wiedział, że ma do czynienia ze społeczeństwem tak zakamieniałym w pychę, że gilotyna wyszczerbiłaby się na nim, ale jeśliby ją odnieść do małpy, to się zastanowi. Jako przykład podaje porównanie przez Darwina pająk odbierającego drgania swej pajęczyny do pianisty wprawiającego w drgania struny swego instrumentu.
Darwin jest wielkim Anglikiem, ale jest w błędzie, bo działa na polu, na którym patriotyzm jego nie ma co robić. Każda kartka z jego dzieła jest genialna, ale wszystkie razem są błędne. Jego religia opiera się bowiem na jednym tylko napomnieniu: Pamiętaj że prochem jesteś. Kto by pomyślał kilkaset lat temu, że romans rozszerzy się na cały świat. Każdy uważny czytelnik dostrzeże, że bajka delficka, w dziele Darwina doszła do swego apogeum.